# Guégo
Guégo est une localité du Cameroun située dans le département du Mayo-Kani et la Région de l'Extrême-Nord, à proximité de la frontière avec le Tchad. Elle fait partie de la commune de Guidiguis et du canton de Guidiguis rural.

## Population
En 1969 la localité comptait 707 habitants, des Toupouri. À cette date elle disposait d'une école publique à cycle incomplet.
Lors du recensement de 2005, 3 283 personnes y ont été dénombrées.